# Nerax beameri
Nerax beameri là một loài ruồi trong họ Asilidae. Nerax beameri được Wilcox miêu tả năm 1966. Loài này phân bố ở vùng Tân Bắc giới.